# Strumigenys rectidens
Strumigenys rectidens är en myrart som beskrevs av Brown 1966. Strumigenys rectidens ingår i släktet Strumigenys och familjen myror. Inga underarter finns listade i Catalogue of Life.